# Невен (часопис за децу)
Невен је лист за децу. Основао га је, уређивао и издавао Јован Јовановић-Змај - чика Јова. Приређиван је и штампан у Новом Саду и Загребу. Први број изашао је 1880.

## О часопису
Чика Јова, у најави листа за децу и каже да ће се лист звати Невен, вероватно у намери да постане дуговечан. Први број излази 1880. године, али не како је Змај желео у Београду, већ у Новом Саду из штампарије Арсе Пајевића. Излази са прекидима до марта 1908. године. У листу су наведене песме и приче класика светске књижевности, као и одабрани литерарни сегменти из поезије самог Змаја. У сваком броју новина су и странице разбибриге — ребуси, који треба да релаксирају претходну озбиљност, али и да уз основну намеру задрже висок степен пажње и одговорности кроз игру.
Зато Змај све време инсистира на игри, као легитимној методологији усвајања и најозбиљнијих знања. Деци су често постављене и загонетке и питалице, што је двојако користило. Развијало је код деце домишљатост, али, и на најпримеренији начин, подсећало и чувало народну мудрост и традицију. Дечји лист је, и својом суштином и начином прилаза дечјем читаоцу, био примерен, тако да и за ово време није анахрон, што и јесте квалитет сваке озбиљне намере.

### Најава листа
Сам чика Јова га у "Српским новинама" најављује:
НАГОВЕСТ Осећајући у народу потребу, а у себи неодољиву вољу, а по нешто још и снаге за тај посао, покренућу у Београду лист за децу.- за једину узданицу нашу... Лист ће се звати: НЕВЕН... Цена ће му бити умерена, мада ћу на сваког годишњег претплатника шиљати по један бесплатан егземплар којем сиромашном детету, које ми претплатник означи (а има их доста у Босни и Херцеговини па и свугде)... У Београду после Божића 1879, Др Јован Јовановић.
У програмској песми објављеној у првом броју Невена - Поздрав деци - Змај је назначио како карактер листа, тако и карактер књижевног стваралаштва у њему. Они треба да буду једноставни и јасни, да су подстрек за рад и поука за живот, да садрже наду и збиљу, да су ведри и занимљиви.

### ЗначајНевена
Појава часописа је изузетно значајна у српској књижевности за децу. Уређивачком политиком и својим поетским и прозним стваралаштвом, првенствено прилозима у Невену, Змај је дао пресудан допринос жанровском издвајању књижевности за децу и стварању посебног вида уметности речи за младе.

### Периодичност
„Најбољи и најпопуларнији српски дечји лист“ излази од 1880. до 1908. Трајаће читавих 28 година. Излази два пута месечно осим јула и августа.

### Уредници
Лист је уређивао Јован Јовановић Змај. Једно време, због Змајевог одсуствовања, лист је уређивао његов брат Корнел Јовановић. Касније, због болести и заузетости уредништво препушта Ђоки Михајловићу. Од Змајеве смрти 1904, уређује га учитељ Кузман Миловановић. 
Змај се у Невену користио искуством уређивања Радована, листа који је излазио само у првој половини 1876. године, када су објављена 4 броја. Уредник је био Стеван В. Поповић, а Змај је у њему свесрдно уређивао. Програмски акценат листа је био на забави и поуци, па је ипак нешто касније Змај покренуо свој лист са књижевним прилозима за децу који су имали уметничку вредност. Покретање Невена је изазвало и прекид дугог личног, сарадничког и књижевног пријатељства између чика Јове и чика Стеве.

### Промена поднаслова
- Невен : Чика Јовин лист - од 1880. до 1890. године
- Невен : Чика Змајовин лист - од 1891. до престанка излажења, 1908. године[7]

 Позив на претплату НЕВЕН... Овај мој лист, који ћу ја уређивати, излазиће у Новом Саду, а издаваштва примио се г. Арса Пајевић... Толико само наглашујем да “Невен” није само за мању, већ и за одраслију децу...А ви драга дечице, који већ одавно распитујете за “Чика Јовин лист” притрпите се још за месец дана, па ћете га имати. Ја сам му дао име “Невен”. А ви сте га крстили “Чика Јовиним листом”. Зато сам му и оставио оба наслова, и мој и ваш. У здрављу се скоро видили. Чика Јова (Др. Јован Јовановић)

### Аутори прилога
- Јован Јовановић Змај
- Илија Огњановић-Абуказем
- Ђорђе Натошевић
- Мита Поповић
- Ђорђе Рајковић
- Јован Ђорђевић
- Јован Максимовић
- Стеван Сремац
- Алекса Шантић
- Светозар Ћоровић
- Милорад Шапчанин
- Урош Предић

### Штампарије
Прво излази из штампарије Арсе Пајевића у Новом Саду, затим у издању Српске штампарије у Загребу и најзад као издање Рада, Деоничарског друштва у Руми. На крају се поново враћа у Нови Сад.
Ја се са највећим задовољством примам издавања "Невена" (Чика Јовина листа). "Невен" ће почети излазити од јула ове године. Излазиће двапут на месец на великом табаку у формату "Радована". Биће богато илустрацијама украшен. Арса Пајевић, издавалац "Невена"

### Тематика
- Народне песме
- Приче
- Приповетке
- Позоришни комади
- Игре и ребуси
- Пословице
- Загонетке
- Питалице
- Бајке

### УлогаНевена
Змај је сматрао да васпитну улогу Невена треба остварити обједињавањем поуке и забаве и то му је био главни задатак као уредника листа. Тај циљ је претежно реализовао сопственим прилозима. У Невену је објавио своје најбоље песме за децу, давао пејзаже, штампао своје преводе, своје или преведене и препеване басне и друго. Написе је илустровао и пропратио најчешће сопственим цртежима, али је уносио слике и цртеже које је преузимао из других часописа и листова за децу, нарочито мађарских и немачких.
У време свог излажења Невен је био главна забава и лектира српској децу. Он је на својим страницама исписао сведочанство огромне Змајеве љубави за децу. Колико је његова садржина, као и техничко уређење, било литерарно и професионално, показује чињеница да би могли бити примерена лектира и данашњем детету. Чика Јовин рад на Невену је епохалан за српску литературу, а могло би се рећи и јединствен у читавој светској књижевности тог времена. Болестан, до краја живота је испуњавао странице часописа. Чак и после његове смрти је излазио са његовим прилозима јер је чика Јова оставио у својој соби један мали орман пун рукописа за Невен.
У њему су заступљена и морална, религиозна, интелектуална и здравствено-физичка, а специфичност је и што се једино у њему срећу елементи естетског васпитања, које је Змај свесно уграђивао у лист, схватајући га као уметничко васпитање, које је по својим циљевима усмерено не само на развијање љубави и поштовања према уметности, на развијање естетског укуса, него и на морално усавршавање појединца. Још једна специфичност Невена је и присутност широко схваћеног и заступљеног еколошког васпитања.

#### Афирмација детињства
У Невену се афирмише детињство као нешто квалитативно другачије од одраслог доба. Уважава се дечији субјективитет, подстиче се самосталност, радозналост, аутентичност детета. У Невену се осећа благост и слух за дечји свет. Змај је први успео да се садржином и језиком приближи детету (предшколском исто тако као и оном старијег школског узраста).

## Галерија слика
- Фотографије једне насловнице Невена и других истакнутих часописа у Срба тог времена
- Насловна страница Невена из 1904/1905. године, број 12
- Насловна страница Невена из 1887. године, број 13
- Насловна страница Невена из 1887. године, број 5
- Насловна страница Невена из 1902/1903. године, број 15
- Невен из 1887. године, број 8, страна 127, Даштања (за мању децу и за одраслије)